# Trichoneura mollis
Trichoneura mollis är en gräsart som först beskrevs av Carl Sigismund Kunth, och fick sitt nu gällande namn av Erik Leonard Ekman. Trichoneura mollis ingår i släktet Trichoneura och familjen gräs. Inga underarter finns listade i Catalogue of Life.